# Rohan Reid
Rohan Reid (sinh ngày 3 tháng 11 năm 1981) là một cầu thủ bóng đá người Jamaica thi đấu cho Tivoli Gardens, ở vị trí tiền vệ.

## Sự nghiệp câu lạc bộ
Reid chơi bóng ở cho Meadhaven United, Village United, Wadadah, Arnett Gardens, Cavalier, the Charlotte Eagles, và Tivoli Gardens.
Reid ký bản hợp đồng 1 năm cùng với câu lạc bộ USL Pro Charlotte Eagles vào tháng 3 năm 2013.

## Sự nghiệp quốc tế
Reid received his first call-up to the Jamaican national side năm 2007. He ra mắt quốc tế năm 2012. Anh cũng từng thi đấu cho Đội tuyển bóng đá bãi biển quốc gia Jamaica.